# Karmelitenkirche (Linz)

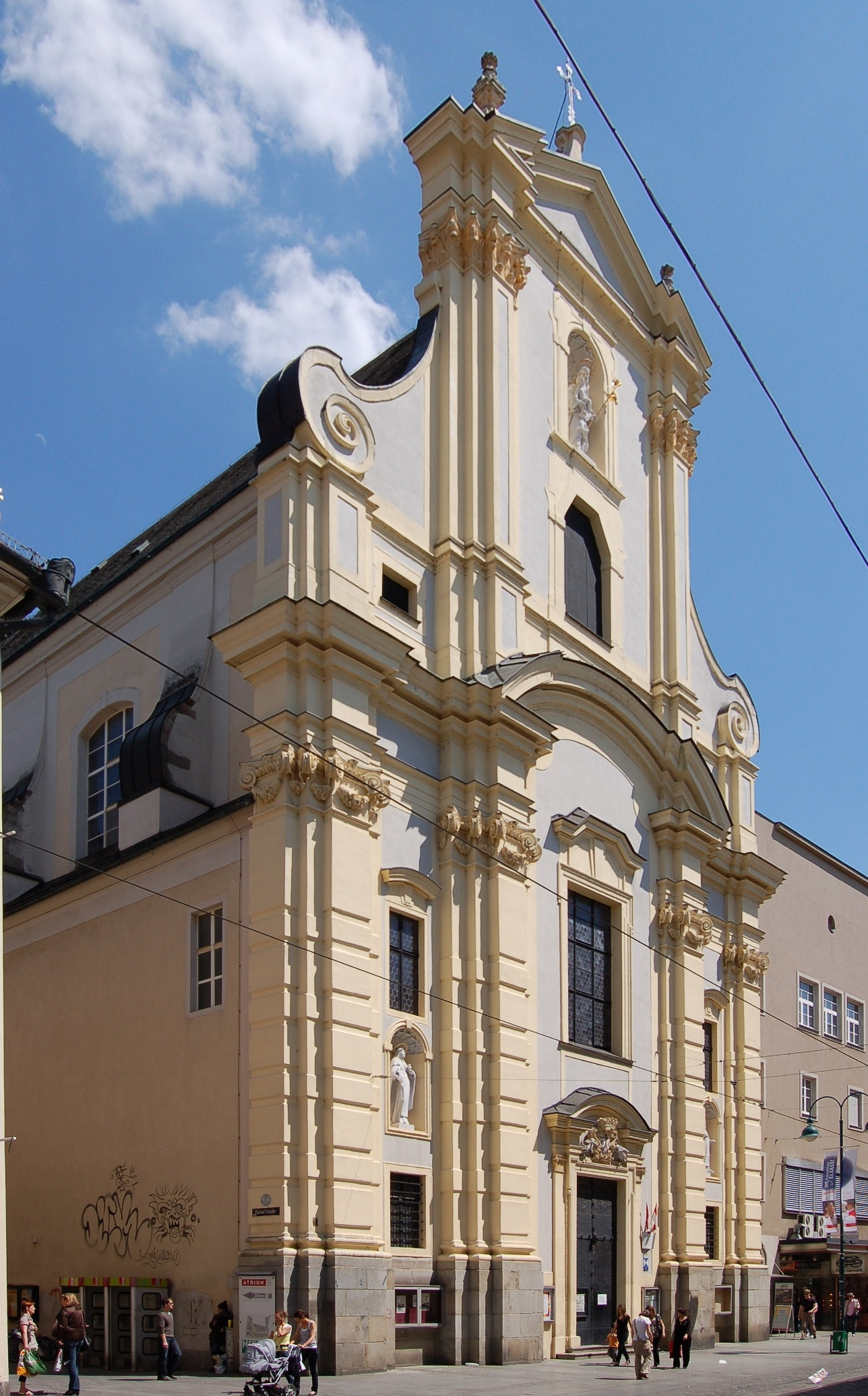
Karmelitenkirche

Die römisch-katholische Karmelitenkirche in Linz (Oberösterreich) liegt an der Linzer Landstraße nahe der Ursulinenkirche.

## Geschichte
Der Karmelitenkonvent in Linz besteht seit 1671. In diesem Jahr begaben sich zwei Wiener Karmeliten nach Linz, um einen geeigneten Platz für ein Kloster und eine Kirche zu suchen. Sie wohnten zuerst im Haus des Lebzelters Matthias Panlechner in der Herrengasse und übersiedelten am 19. September 1672 in das Schieferhaus an der Linzer Landstraße. Nach Ankauf des Pollerhauses wurde die erste Kirche (Kapelle) 1675 an der heutigen Mozartkreuzung errichtet.
Am 1. Juli 1690 nahm Landeshauptmann Franz Joseph von Lamberg Grundsteinlegung für die Kirche, die 1710 vollendet wurde. Das Vorbild für dieses Kirchengebäude war die Wiener Josefskirche. Eine zweite Bauphase erfolgte 1720–1726.
1785 kam es im Zuge der Aufteilung des Pfarrgebiets der Linzer Stadtpfarrkirche zur Gründung der Josefspfarre, die 1908 an die neu erbaute Familienkirche im Neustadtviertel übertragen wurde.
1871 war die Kirche Zentrum der Beichtstuhl-Affäre, bei der es um sexuellen Missbrauch und Pressefreiheit ging.
1944 wurde Pfarrer Paulus Wörndl wegen Hochverrats und Wehrkraftzersetzung zum Tod verurteilt und in der Justizvollzugsanstalt Brandenburg a. d. Havel hingerichtet, wo 1943 bereits der Oberösterreicher Franz Jägerstätter enthauptet worden war.

## Architektur
Die stark gegliederte Westfassade entwarf Johann Raas in Anlehnung an seine Fassade der Karmelitinnenkirche in Prag. Sie wurde von den Architekten Martin Witwer und Johann Michael Prunner in Details modernisiert.

## Ausstattung
Stuckaturen von Diego Francesco Carlone und Paolo d’Allio schmücken diesen Barockbau. Am Hauptportal befinden sich seitlich Figuren der hl. Theresia und des hl. Johannes, es ist mit einer Kolossalfigur des hl. Josef in der Giebelnische (aus dem Jahr 1722) bekrönt.
Das Hochaltarbild der Hl. Familie stammt von Martino Altomonte (1724), die Stuckplastiken an den Seitenaltären von Diego Carlone. Die Kanzel aus dem Jahr 1714 ist reich verziert, die Beichtstühle (1711) sind kunstvoll geschnitzt. Auf dem Altartisch ist der Glassarg des hl. Felix (1733), unter der Musikempore befinden sich Kapellen mit Schmiedeeisengittern.

## Orgel
Die 1713 fertiggestellte erste Orgel der Karmelitenkirche wurde später von Franz Xaver Krismann durch die 1741 von Johann Christoph Egedacher ursprünglich für die Marienkirche in Steyr erbaute ersetzt. Nach mehreren Umbauten, beginnend 1800 mit einer „Simplifizierung“ durch Georg Joseph Vogler, fügte 1937 die Firma Mauracher einen Neubau mit 27 Registern auf pneumatischen Kegelladen in das bereits im 19. Jahrhundert um ein Oberwerk erweiterte originale Gehäuse. Diesem folgte 1969 das aktuelle Werk der Firma Werner Walcker-Mayer mit 28 Registern auf zwei Manualen und Pedal mit mechanischen Schleifladen. Dessen Disposition lautet wie folgt:
| I Hauptwerk C–g3 |             |       |
| 1.               | Pommer      | 16′   |
| 2.               | Prinzipal   | 8′    |
| 3.               | Rohrflöte   | 8′    |
| 4.               | Oktav       | 4′    |
| 5.               | Blockflöte0 | 4′    |
| 6.               | Quinte      | 2 ⁄3′ |
| 7.               | Oktav       | 2′    |
| 8.               | Mixtur VI   | 1 ⁄3′ |
| 9.               | Zimbel IV   | 1⁄2′  |
| 10.              | Trompete    | 8′    |

| II Oberwerk C–g3 |                  |       |
| 11.              | Gedackt          | 8′    |
| 12.              | Spitzgamba       | 8′    |
| 13.              | Prinzipal        | 4′    |
| 14.              | Rohrflöte        | 4′    |
| 15.              | Oktav            | 2′    |
| 16.              | Waldflöte        | 2′    |
| 17.              | Quinte           | 1 ⁄3′ |
| 18.              | Sesquialtera II0 | 2 ⁄3′ |
| 19.              | Scharf V         | 2⁄3′  |

| Pedal C–f1 |               |     |
| 20.        | Subbaß        | 16′ |
| 21.        | Prinzipal     | 8′  |
| 22.        | Gedackt       | 8′  |
| 23.        | Oktav         | 4′  |
| 24.        | Gemshorn      | 4′  |
| 25.        | Rohrpfeife    | 2′  |
| 26.        | Hintersatz V0 |     |
| 27.        | Posaune       | 16′ |
| 28.        | Trompete      | 4′  |

- Koppeln: Normalkoppeln II/I, I/P, II/P